# Hardy (Iowa)
Hardy és una població dels Estats Units a l'estat d'Iowa. Segons el cens del 2000 tenia 57 habitants.

## Demografia
Segons el cens del 2000, Hardy tenia 57 habitants, 25 habitatges, i 20 famílies. La densitat de població era de 50 habitants/km².
Dels 25 habitatges en un 36% hi vivien nens de menys de 18 anys, en un 52% hi vivien parelles casades, en un 16% dones solteres, i en un 20% no eren unitats familiars. En el 16% dels habitatges hi vivien persones soles el 8% de les quals corresponia a persones de 65 anys o més que vivien soles. El nombre mitjà de persones vivint en cada habitatge era de 2,28 i el nombre mitjà de persones que vivien en cada família era de 2,35.
Per edats la població es repartia de la següent manera: un 21,1% tenia menys de 18 anys, un 7% entre 18 i 24, un 35,1% entre 25 i 44, un 17,5% de 45 a 60 i un 19,3% 65 anys o més.
L'edat mediana era de 40 anys. Per cada 100 dones de 18 o més anys hi havia 95,7 homes.
La renda mediana per habitatge era de 28.929 $ i la renda mediana per família de 26.250 $. Els homes tenien una renda mediana de 28.750 $ mentre que les dones 16.875 $. La renda per capita de la població era de 12.910 $. Entorn del 5,6% de les famílies i el 15,4% de la població estaven per davall del llindar de pobresa.

## Poblacions més properes
El següent diagrama mostra les poblacions més properes.